# Proergilornis minor
Proergilornis minor — викопний вид журавлеподібних птахів вимерлої родини Ergilornithidae, що існував в олігоцені. Викопні рештки птаха знайдені у Монголії. Вид описаний у 1960 році як Ergilornis minor. У 1981 році його виокремили з роду Ergilornis у монотиповий рід. Описаний по рештках цівки.